# Länsrätten i Värmlands län
Länsrätten i Värmlands län var en av Sveriges länsrätter.  Dess domkrets  omfattade Värmlands län. Kansliort var Karlstad. Länsrätten i Värmlands län låg under Kammarrätten i Göteborg.

## Domkrets
Eftersom Länsrättens i Värmlands län domkrets bestod av Värmlands län, omfattade den Arvika, Eda, Filipstads, Forshaga, Grums, Hagfors, Hammarö, Karlstads, Kils, Kristinehamns, Munkfors, Storfors, Sunne, Säffle, Torsby och Årjängs kommuner. Beslut av kommunala myndigheter i dessa kommuner överklagades därför som regel till Länsrätten i Värmlands län. Mål om offentlighet och sekretess överklagades dock direkt till Kammarrätten i Göteborg.
Värmlands län hör från den 15 februari 2010 till domkretsen för Förvaltningsrätten i Karlstad.